# Галуст
Галуст (арм. Գալուստ ճարտարապետ) — армянский архитектор XIII века, творивший в Конии. Построил одно медресе в Конии («Медресе Индже Минарет», 1251 г.), а другое — в Сивасе (1270 г.)

## Биография
Форма и стиль «сельджукской» монументальной архитектуры по существу были обязаны своим образованием армянскому зодчеству и его творцам. Кроме того, ряд форм «сельджукской» архитектуры являлись прямым воспроизведением форм армянских строений.
Зодчий Галуст, будучи армянином, жил и творил в Конии. В 1251 году армянским зодчим был построен один из лучших сельджукских памятников архитектуры — «Медресе Индже Минарет», на котором зодчий Галуст оставил свою надпись. Другое медрессе им было построено в Сивасе в 1270 году

## Возведенные сооружения
- 1251 — «Медресе Индже Минарет» в Конье
- 1270 — медресе в Сивасе